# Xantolis shweliensis
Xantolis shweliensis là một loài thực vật có hoa trong họ Hồng xiêm. Loài này được William Wright Smith miêu tả khoa học đầu tiên năm 1920 dưới danh pháp Sideroxylon shweliense. Năm 1957, Pieter van Royen chuyển nó sang chi Xantolis.

## Phân bố và môi trường sống
Loài này có tại Vân Nam (Trung Quốc). Rừng hỗn giao; ở cao độ 2.400-3.000 m.

## Tên gọi
Tên gọi trong tiếng Trung là 瑞丽刺榄 (Thụy Lệ thích lãm).

## Mô tả
Cây bụi cao 1–2 m. Cành con màu xám, có sọc, lông măng màu trắng hoặc nhẵn nhụi. Cuống lá 5–8 mm, lông tơ mềm màu trắng khi còn non, nhưng sớm trở thành nhẵn nhụi; phiến lá hình mác đến hình elip, 5-10 x 1,3-2,5 cm, dạng giấy, nhẵn nhụi hoặc có lông tơ rải rác ở mặt xa trục, mặt gần trục bóng và nhẵn nhụi hoặc có lông nhung mịn thưa thớt dọc theo gân giữa, gốc lá hình nêm hẹp, đỉnh tù đến nhọn, gân bên 9-12 cặp. Hoa đơn độc hoặc thành cụm gồm vài hoa, lủng lẳng. Cuống hoa 3–4 mm, lông măng màu màu nâu ánh vàng. Lá đài 5, xếp lợp, hình trứng đến hình tam giác, 3-4 x 2,5–4 mm, mặt ngoài có lông nhung về phía đỉnh, mặt trong có lông măng màu nâu ánh vàng. Tràng hoa màu vàng nhạt, 7,5–9 mm; thuỳ 5, hình trứng-hình mác, 5-6 x 2-2,5 mm, rìa có lông ở gốc. Nhị 5 với một cụm lông nhung ở mỗi bên tại gốc; nhị lép hình mác, 3-4 x 1–2 mm, đỉnh nhọn. Bầu nhụy hình nón, 5 ngăn, có lông tơ màu vàng ánh xám. Quả hình trứng, hơi có mỏ, đường kính khoảng 3 cm. Hạt ép dẹp-hình elipxoit, khoảng 18 x 12 mm, màu nâu bóng, sẹo hình elip, khoảng 14 x 6 mm.